# Jouko Törmänen
Jouko Sihveri "Jokkeri" Törmänen, född 10 april 1954 i Rovaniemi, död 3 januari 2015 i Rovaniemi, var en finsk backhoppare och idrottsledare. Han tävlade för Ounasvaaran Hiihtoseura, Rovaniemi. Törmänen var utbildad civilingenjör.

## Karriär
Jouko Törmänen debuterade internationellt i Världscupen i Bergiselbacken i Innsbruck så tidigt som 6 januari 1968. Han deltog i sitt första VM i Falun 1974. Då tog han en femtonde plats i stora backen. I VM i Lahtis 1978 tog han en sextonde plats. Hans största framgång inom backhoppningen kom under Olympiska vinterspelen 1980 i Lake Placid där han vann tävlingen före österrikaren Hubert Neuper som tog silver och landsmannen Jari Puikkonen. OS-tävlingen räknades också som VM-tävling den gången. Han vann även deltävlingen i  Världscupen i Falun 1980.
Törmänen var fyrfaldig finländsk mästare från åren 1976, 1977, 1979 och 1980. Efter säsongen 1981/1982 avslutade han sin aktiva backhoppningskarriär. 

## Senare karriär
2004 efterträdde Jouko Törmänen Torbjørn Yggeseth som ledare för backhoppningssektionen i Internationella Skidförbundet (FIS).

### Fotnoter
1. ↑  Olympiavoittaja Jouko Törmänen on kuollut Arkiverad 3 januari 2015 hämtat från the Wayback Machine. (finska)